# Rangdajied United FC
Der Rangdajied United Football Club ist ein indischer Fußballverein aus Mawngap-Mawphlang, welches 20 km von Shillong im Bundesstaat Meghalaya entfernt liegt.
Der Verein wurde im Jahr 1987 als Ar-Hima FC gegründet und wurde im Jahr 2013 Meister der I-League 2nd Division, der zweithöchsten Spielklasse Indiens.

## Erfolge
- I-League 2nd Division: 2013
- Shillong Premier League: 2013

## Stadion
Der Verein trägt seine Heimspiele im Jawaharlal Nehru Stadium in Shillong aus. Das Stadion hat ein Fassungsvermögen von 30.000 Personen.

## Trainerchronik
| Name                 | von          | bis              |
| -------------------- | ------------ | ---------------- |
| Subrata Bhattacharya | 1. Juli 2011 | 30. Juni 2012    |
| Karsing Kurbah       | 1. Juli 2012 | 31. Mai 2013     |
| Santosh Kashyap      | 6. Juni 2013 | 21. Februar 2014 |
| Herring Shangpliang  | 1. März 2014 | 30. Juni 2014    |